# Andrzej Rżany
Andrzej Rżany (ur. 26 września 1973 w Mielcu) – polski bokser, trzykrotny uczestnik igrzysk olimpijskich.

## Kariera
Zawodnik klubów Igloopol Dębica, Hetman Zamość i Gwardia Wrocław.
Przez zdecydowaną większość kariery walczył w wadze muszej. Olimpijczyk z Barcelony, Sydney oraz Aten. W Barcelonie przegrał już w pierwszej rundzie, w dwóch następnych startach doszedł do ćwierćfinału. W ćwierćfinałowej walce z Aten rywalem Rżanego był Azer Fuad Aslanov; zwycięzca tego pojedynku miał już zapewniony olimpijski medal. Polak był przekonany, że prowadzi na punkty, w związku z czym unikał walki. Okazało się jednak, że to rywal prowadził na punkty i Rżany przegrał. 

## Sukcesy
- 3-krotny olimpijczyk (Barcelona 1992, Sydney 2000, Ateny 2004).
- Brąz podczas Mistrzostw świata w boksie (Houston 1999).
- Ćwierćfinalista Mistrzostw Świata w boksie (Berlin 1995).
- Brąz podczas Mistrzostw Europy w boksie (Pula 2004).
- Srebro podczas Mistrzostw Unii Europejskiej w boksie (Cagliari 2005).
- 11 tytułów mistrza Polski (waga papierowa 1992, 1994, 1995, 1997, 1998 i waga musza 1999, 2000, 2001, 2002, 2003 i 2005)[1][3].
- 5-krotny zwycięzca Międzynarodowego Turnieju Feliksa Stamma.
- Brąz podczas Mistrzostw Europy Juniorów w boksie (Ústí nad Labem 1990).